# Obnova (Ukrajina)
Obnova (ukrajinsky Відродження) je ukrajinská politická strana, založená v roce 2004 Heorhijem Kirpou. Od roku 2015, kdy se spojila s parlamentní frakcí téhož jména, má 22 poslanců ve Verchovné radě.